# Victor Diagne
Victor Diagne (ur. 5 lipca 1971) – senegalski piłkarz grający na pozycji napastnika. W swojej karierze rozegrał 11 meczów i strzelił 4 gole w reprezentacji Senegalu.

## Kariera klubowa
Do 1992 roku Diagne grał w klubie ASC Diaraf. W 1992 roku przeszedł do belgijskiego Germinalu Ekeren. Swój debiut w nim zaliczył 8 sierpnia 1992 w przegranym 2:3 wyjazdowym meczu z K Boom FC. W zespole Germinalu grał do 1994 roku.

## Kariera reprezentacyjna
W reprezentacji Senegalu Diagne zadebiutował 17 lutego 1991 w zremisowanym 2:2 towarzyskim meczu z Algierią, rozegranym w Dakarze. W 1992 roku powołano go do kadry na Puchar Narodów Afryki 1992. Na tym turnieju zagrał w trzech spotkaniach: grupowych z Nigerią (1:2) i z Kenią (3:0 i strzelił w nim gola) oraz ćwierćfinałowym z Kamerunem (0:1). Od 1991 do 1996 roku wystąpił w kadrze narodowej 11 razy i strzelił 4 gole.